# Temps de reptilase
 (décembre 2010).
Si vous disposez d'ouvrages ou d'articles de référence ou si vous connaissez des sites web de qualité traitant du thème abordé ici, merci de compléter l'article en donnant les références utiles à sa vérifiabilité et en les liant à la section « Notes et références ».
Le temps de reptilase est un test chronométrique facile et automatisable décrivant la transformation du fibrinogène en fibrine (fibrinoformation) ; mesurée par le temps de coagulation d'un plasma sanguin citraté lors de l'ajout de venin (autrefois de reptile, d'où son nom).  La reptilase transforme le fibrinogène en fibrine. Cependant contrairement à la thrombine la reptilase est insensible à l'héparine.
Ce temps, comme le temps de thrombine, sera allongé par la présence d'inhibiteur (à effet antithrombotique), comme du P.D.Fibrine, mais contrairement au temps de thrombine il n'est pas allongé par la présence d'héparine (notamment utile pour la recherche d´anticorps anti-phospholipides) . En cas d'allongement du temps de thrombine, le temps de reptilase permet donc de préciser si cet allongement est induit par une présence d'antithrombine (héparine).  

Il sera également allongé dans certaines maladies : une hypofibrinogénémie (< 0,60 g/L) ou une dysfibrinogénémie.

## Histoire
Ce test découle des connaissance de l'action des venins sur la coagulation sanguine

## Unités
Le temps de reptilase s'exprime en secondes (temps normaux : 17 à 25 secondes) ou en pourcentage par rapport à un plasma normal utilisé comme témoin.

## Désuétude?
Le temps de reptilase et l'une des nombreuses méthodes d'exploration de la coagulation ; Il est plus  sensible que le temps de trombine, mais peu utilisé (voire plus utilisé à l'heure actuelle[réf. nécessaire]).

## Conditions
Les conditions de prélèvement du sang doivent répondre à des critères stricts, sous peine d'invalider le test.